# Baakúba
Baakúba (Baqubah) egy arab város Irakban. 467 900 fő lakja egy 2003-as felmérés szerint. Amerikai testvérvárosa a kaliforniai Fresno. Az iraki háborúban számtalanszor támadás érte a települést.
2010. március 3-án bomba robbant a városban. 33 ember életét vesztette, 55-en megsérültek.

## Külső hivatkozások
- Iraq Image - Baqubah Archiválva 2012. június 23-i dátummal a Wayback Machine-ben
- katonai bázis Baqubaban
- szöveg, videó, képek